# Sacerdotes Operarios Diocesanos
La Hermandad de Sacerdotes Operarios Diocesanos del Sagrado Corazón de Jesús (en latín: Sodalitas Sacerdotum Operariorum Dioecesanorum Sacro Corde Iesu), también conocida como Hermandad de Sacerdotes Operarios Diocesanos, es asociación clerical internacional católica de derecho pontificio, fundada por Manuel Domingo y Sol en Tortosa, España, en 1883. A los miembros de la asociación se les conoce como Sacerdotes Operarios Diocesanos o simplemente como Operarios diocesanos. Los sacerdotes miembros de la asociación añaden a su nombre la sigla S.O.D.

## Historia

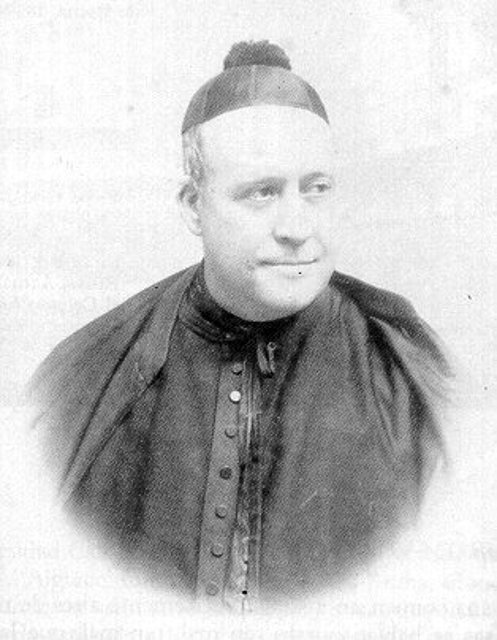
Manuel Domingo y Sol (1836-1909), fundador de la Hermandad de los Sacerdotes Operarios Diocesanos.

La sociedad fue fundada el 29 de enero de 1883 en Tortosa (España) por el sacerdote Manuel Domingo y Sol (1836-1909). El objetivo era fomentar las vocaciones eclesiásticas y dirigir los colegios instituidos con este objetivo por el fundador. Además, dirigieron, llamados por los obispos, algunos seminarios diocesanos (los de Valencia, Murcia u Orihuela, por ejemplo).
El instituto fue erigido por el obispo tortosino el 1 de enero de 1886 y obtuvo el decretum laudis el 1 de agosto de 1898, siendo aprobados por la Santa Sede el 19 de marzo de 1927 como sociedad de vida apostólica, donde sus miembros vivían en comunidad pero sin hacer votos. Se expandieron rápidamente, primero para España, y después en México, Uruguay, Argentina y Perú.
El 23 de marzo de 1935 se transformó en instituto secular, siendo nuevamente aprobado por la Santa Sede el 19 de marzo de 1952. Desde entonces, el instituto a empezar a gestionar también centros de orientación vocacional. Un último cambio de estatutos permitió una revisión de la estructura de la Hermandad, lo que llevó a replantearse su vocación en la Iglesia católica. Por ello, desde 2008, con una nueva aprobación pontificia (22 de mayo), pasaron a ser una Asociación pública clerical, con lo cual pasan de estar sujetos a la Congregación para los Institutos de Vida Consagrada a estar bajo la jurisdicción de la Congregación para el Clero.

## Actividades y presencias
El objetivo de la Hermandad es fomentar, ayudar y guiar las vocaciones eclesiásticas y religiosas, la educación de los jóvenes y los seminaristas, y la propagación de la devoción en el Sagrado Corazón de Jesús. En palabras del fundador:

«En su esencia, en su espíritu, en su instinto y en su origen, el carácter de la obra es el del apostolado sacerdotal en medio del mundo....No tiene ni el carácter monástico ni el religioso...Va tras el ideal de una vida sólidamente piadosa y aprovechada y de apoyo mutuo en medio del mundo».

Los miembros de la fraternidad son unos 250 de los cuales los obispos:
- Jesús Rico García (1954- )
- Ángel Javier Pérez Pueyo (1956- )
- Rutilio del Riego Jáñez (1940- )
- Jesús Pulido Arriero (1965- )
- Eduardo Redondo Castanera (1967- )
- Ramón Viloria Pinzón (1959-2022)
- Cipriano Calderón Polo (1927-2009)
- Jaime Flores Martin (1906-1974)

Están presentes en Alemania, Angola, Argentina, Brasil, Cuba, España, Italia, México, Perú, Portugal, República Democrática del Congo y Venezuela.